# Celino Bleiweiß
Celino Bleiweiß, wirklicher Name Moses „Mechl“ Feiler; (* 30. November 1938, tatsächlich jedoch am 4. Januar 1937 in Przemyśl) ist ein deutscher Regisseur und Drehbuchautor.

## Leben
Celino Bleiweiß hieß eigentlich Moses „Mechl“ Feiler, Sohn der polnisch-jüdischen Eltern Mosche und Rachel Feiler (geb. Groß). Die Eltern hatten 1936 geheiratet und gerieten mit ihrem kleinen Sohn Mechl in die Judenverfolgung, die nach der Besetzung von Przemyśl am 15. September 1939 auch die Familie bedrohte. Seine Eltern wurden wahrscheinlich beim Massaker von Przemyśl zwischen dem 15. und 19. September 1939 von Einsatzgruppen der Sicherheitspolizei und des SD ermordet. Dieses Schicksal traf auch die im Juli 1941 von einem deutschen Polizeikommando ermordete Familie des Richard „Szaja“, nämlich Frau Hella und Tochter Celina Bleiweiß, die (gefälschte) amerikanische Pässe besaß.
Die Pässe der ermordeten Familie Bleiweiß blieben jedoch erhalten. In die Rolle der ermordeten Familie schlüpften nun im Sommer 1942 der überlebende Richard „Szaja“ Bleiweiß (12. Dezember 1906 bis 16. März 1998) und Sarah Katz (28. Januar 1922 bis 19. Dezember 1991), die als Eltern nun noch eine Tochter für den erhalten gebliebenen Pass suchten. Man fand Mechl Feiler, den Cousin von Sarah Katz. Richard fälschte den Vornamen von Celina in Celino, Richard und Sarah gaben sich nun als seine Eltern aus. Mechl Feiler hieß fortan Celino Bleiweiß und übernahm das Geburtsdatum des verstorbenen Mädchens, das fast zwei Jahre jünger als er war.
Somit kam die Familie noch im Jahr 1942 in ein Sonderlager des KZ Bergen-Belsen als „Austauschjuden“, deren Papiere ab Oktober 1943 auf ihre Echtheit überprüft wurden. Danach wurden über 1000 polnische Juden in andere Lager verbracht, 350 blieben in Bergen-Belsen, darunter auch Familie Bleiweiß. Ihre Papiere wurden jedoch anerkannt, sodass die Familie erst am 11. April 1945 das Lager in Richtung KZ Theresienstadt verließ. Die Kriegswirren führten nun zu einer Zug-Odyssee, die am 23. April 1945 in Tröbitz endete. Dort befreiten sowjetische Soldaten die 2000 Zuginsassen. Nach dem Krieg blieb die Familie in der sowjetischen Besatzungszone, der späteren DDR, und begann dort ein neues Leben. Ihre neue Identität blieb lange ein Familiengeheimnis. Im Jahr 1949 zog die Familie nach Dresden.
Bleiweiß lebt in Israel.

## Werke
Bleiweiß studierte ab 1957 Regie an der Hochschule für Film und Fernsehen in Babelsberg, unter anderem bei Günter Reisch. Sein Diplomfilm Das Spiel (entstanden unter Betreuung von Konrad Wolf) lief 1962 auf dem V. Internationalen Leipziger Festival für Dokumentar- und Animationsfilm. Im gleichen Jahr debütierte Bleiweiß als Darsteller im Fernseh-Mehrteiler Das grüne Ungeheuer von Rudi Kurz nach dem Roman von Wolfgang Schreyer. Zwischen 1966 und 1968 inszenierte er eine Reihe von Stücken für das Hallenser Fernsehtheater Moritzburg, u. a. Das Pflichtmandat von John Mortimer, Gewonnene Liebesmüh von William Shakespeare, Die Panne von Friedrich Dürrenmatt und Mann des Schicksals von George Bernard Shaw. 1970 schrieb er für das Fernsehen der DDR die 13-teilige Fernsehserie Zollfahndung, an der er auch als Ko-Regisseur beteiligt war. Die in der DDR sehr populäre Serie zeigte die von Robert Trösch, Manfred Zetzsche und Roman Silberstein dargestellten Zollfahnder bei der Enttarnung westdeutscher Fluchthelfer, Rauschgift- und Kunstschmuggler.
1971 drehte er seinen ersten Kinospielfilm für die DEFA, die Andersen-Verfilmung Der kleine und der große Klaus mit Fred Düren und Siegfried Kilian in den Hauptrollen. 1973 folgte die Eichendorff-Verfilmung Aus dem Leben eines Taugenichts mit Dean Reed in der Titelrolle. 1975 drehte er nach dem Kinderbuch Der gute Stern des Janusz K. von Gisela Karau den Spielfilm Mein blauer Vogel fliegt, in dem ein kommunistischer Kapo (dargestellt von Martin Trettau) in einem Konzentrationslager versucht, einen polnischen Jungen vor der Vernichtung zu retten. Im selben Jahr entstand der Fernsehfilm Die schwarze Mühle, eine Verfilmung von Jurij Brězans literarischer Adaption der sorbischen Krabat-Sage mit Klaus Brasch als Krabat und Leon Niemczyk als schwarzem Müller. 1977 wurde er mit dem Nationalpreis der DDR II. Klasse für Kunst und Literatur ausgezeichnet. Weitere Fernseharbeiten folgten, so 1980 die Verfilmung von Eberhard Panitz’ in der Kriegs- und Nachkriegszeit in Dresden spielenden Kindheitserinnerungen Meines Vaters Straßenbahn, 1981 die Goethe-Adaption Wilhelm Meisters theatralische Sendung mit Daniel Minetti in der Titelrolle und 1983 die E.-T.-A.-Hoffmann-Verfilmung Zauber um Zinnober mit Walter Hermann als Klein Zaches.
Seine letzte DDR-Fernsehproduktion, Vertreibung aus dem Paradies mit Jaecki Schwarz, blieb unvollendet, da Celino Bleiweiß 1983 mit seiner Frau, der Schauspielerin Monika Woytowicz, und der 1968 geborenen Tochter Ina Bleiweiß in die Bundesrepublik übersiedelte. Der Märchenfilm Zauber um Zinnober (nach einem Märchen von E. T. A. Hoffmann) wurde im Fernsehen der DDR am 25. Dezember 1983 erst- und letztmals gesendet. Da Regisseur, Autorin und weibliche Hauptdarstellerin im Dezember 1983 die DDR verlassen hatten, wurde der Film entsprechend den Verfahrensweisen der DDR gesperrt.
Die Familie zog nach München. Dort ist Celino weiterhin als Fernsehregisseur tätig. Unter anderem war er an den beiden erfolgreichsten SAT-1-Serien der 1990er Jahre, Anna Maria – Eine Frau geht ihren Weg und Der Bergdoktor, beteiligt. Außerdem arbeitet Bleiweiß als Theaterregisseur und war Dozent an der Bayerischen Theaterakademie August Everding in München. Celinos Zieheltern hielten die angebliche Ehe über 50 Jahre lang aufrecht und starben 1991 (Mutter) und 1998 (Vater). Seine Ehe mit Monika Woytowicz wurde 2005 geschieden.

## Filmografie
- 1962: Das grüne Ungeheuer – Darsteller
- 1962: Das Spiel (Diplomfilm) – auch Drehbuch
- 1970–1971: Zollfahndung (TV-Serie) – auch Drehbuch
- 1971: Der kleine und der große Klaus – auch Ko-Drehbuch mit Wera und Claus Küchenmeister
- 1973: Aus dem Leben eines Taugenichts – auch Drehbuch
- 1974: Ich war in Honolulu – wetten? (TV) – auch Ko-Drehbuch mit Klaus Wolf
- 1974: Die eigene Haut (Fernsehfilm) – auch Drehbuch
- 1975: Mein blauer Vogel fliegt – auch Drehbuch
- 1975: Die schwarze Mühle (TV)
- 1976: Absage an Viktoria (TV) – auch Drehbuch
- 1978: Jugendweihe (TV)
- 1980: Marx und Engels – Stationen ihres Lebens (TV-Serie) – Ko-Regie mit Michael Knof
- 1980: Ich will nach Hause (TV)
- 1980: Meines Vaters Straßenbahn (TV-Zweiteiler) – auch Ko-Drehbuch mit Eberhard Panitz
- 1981: Der Sturz (TV) – auch Ko-Drehbuch mit Horst Kleineidam
- 1982: Wilhelm Meisters theatralische Sendung (TV-Zweiteiler)
- 1983: Zauber um Zinnober (TV) – auch Ko-Drehbuch mit Monika Woytowicz
- 1983: Meine Freunde (TV)
- 1987: Stahlkammer Zürich (TV-Serie, mehrere Episoden)
- 1987: Spielergeschichten (TV-Serie, mehrere Episoden)
- 1988: Wenn du mich fragst… (TV-Serie, mehrere Episoden)
- 1988–1990: Florian (TV-Mehrteiler)
- 1989: Alles auf Pique Dame (TV)
- 1989–1991: Sag mal Ah (TV-Serie, mehrere Episoden)
- 1989–1993: Zwei Münchner in Hamburg (TV-Serie, mehrere Episoden)
- 1991: Das größte Fest des Jahres – Weihnachten bei unseren Fernsehfamilien (TV)
- 1994–1997: Anna Maria – Eine Frau geht ihren Weg (TV-Serie, mehrere Episoden)
- 1997–1998: Der Bergdoktor (TV-Serie, mehrere Episoden)
- 1998: Tödliche Diamanten / Das Geheimnis der Ungehorsamen (TV)
- 1999: Eine Liebe auf Mallorca (TV)
- 2001: Der Bestseller – Millionencoup auf Gran Canaria (TV)
- 2000–2008: In aller Freundschaft (TV-Serie, mehrere Episoden)